# Milica Černohorská
Milica Petrovićová-Njegošová (14. července 1866, Cetinje – 5. září 1951, Alexandrie) byla rozená černohorská princezna, druhý potomek černohorského knížete a později krále Nikoly I. a jeho ženy, kněžny a královny Mileny.
Náležela k dynastii Petrovićů-Njegošů a k černohorské královské rodině. Sňatkem s velkoknížete Petrem Nikolajevičem se stala rovněž členkou dynastie Romanovců a ruskou velkokněžnou.

## Život

### Dětství a vzdělání

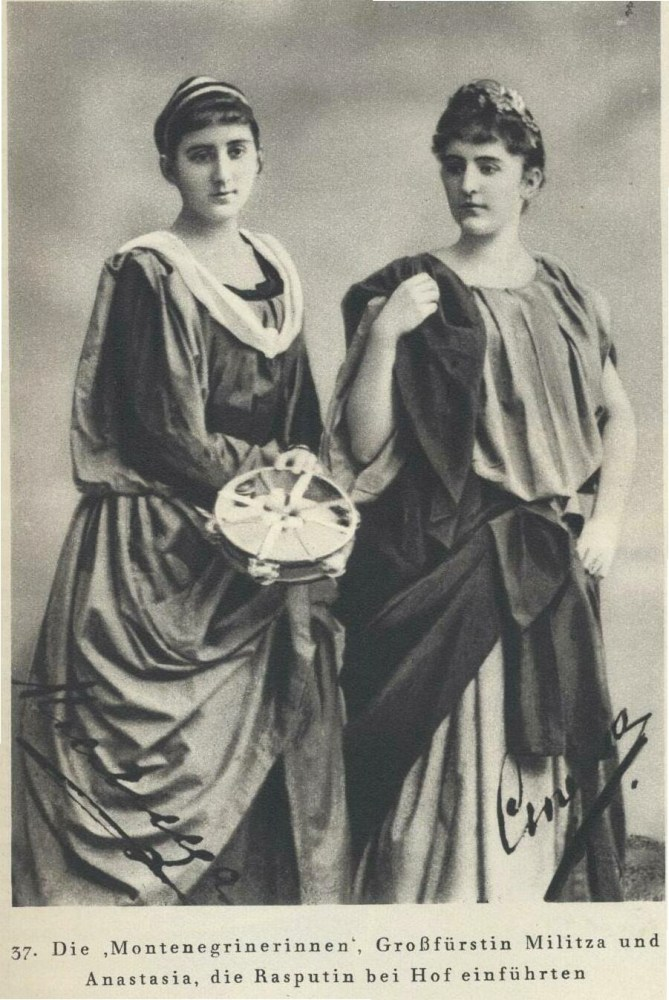
Černohorské princezny Milica a Anastázie v roce 1900

Princezna Milica se narodila 14. července 1866 v královském paláci v Cetinje, kde vyrůstala se svými sourozenci.
Stejně jako její sestry Zorka, Anastázie, Marica a Elena, tak i Milica byla již jako dítě vzdělávána v Petrohradu na vysoké škole Smolný institut pro urozené dívky. V Rusku však Milica tyfem[nepřesný odkaz] a především na přání carevny Marie Alexandrovny se vrátila zpět do Černé Hory, aby se ve své rodné zemi zotavila. V roce 1882 se po vyléčení do Petrohradu vrátila a dokončila svá studia s několika vyznamenáními. Stala se brilantní a uznávanou klavíristkou v Rusku i za jeho hranicemi. V roce 1885 ji však zasáhla první životní tragédie - smrt její sestry Maricy.

### Manželství a rodina

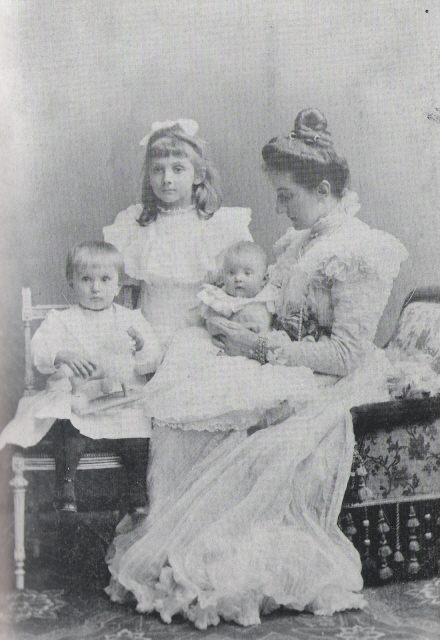
Velkokněžna Milica s dětmi na rodinné fotografii z roku 1898

26. července 1889 se princezna Milica v Petrodvorci vdala za velkoknížete Petra Nikolajeviče, vnuka cara Mikuláše I. a carevny Alexandry Fjodorovny. Z manželství se narodily čtyři děti:
- Marina Petrovna, kněžna ruská (11. března 1892 – 15. května 1981) ∞ kníže Alexandr Galitzinský (bezdětní)

- Roman Petrovič Romanov, kníže ruský (17. října 1896 – 23. října 1978) ∞ hraběnka Praskovia Šeremetěva (2 děti)

- Naděžda Petrovna, kněžna ruská (3. března 1898 – 21. dubna 1988) ∞ kníže Mikuláš Orlov (2 děti)

- Sofie Petrovna, kněžna ruská (*/† 3. března 1898), pochována na klášterním hřbitově v Kyjevě, kde byla její babička, velkokněžna Alexandra Petrovna mniškou.

Druhým manželem Miliciny sestry, princezny Anastázie, byl velkokníže Nikolaj Nikolajevič, starší bratr Miliciného manžela Petra.

### Rasputin
Milica se po svatbě nijak zvlášť nezapojovala do oficiálních záležitostí na carském dvoře. S manželem Petrem vedli poklidný život v soukromém paláci nedaleko Petrohradu, výjimkou byly pouze Petrovy vojenské povinnosti. Při reprezentativních příležitostech Milica svého manžela sice doprovázela, věnovala se však především charitativním aktivitám, díky čemuž si vysloužila u ruských lidí velkou úctu.
Po studiích se začala zajímat, stejně jako její sestra Anastázie, o mystiku a obě dvě i s manžely patřily ke skupině esoteriků. Zřejmě na základě jednoho z Miliciných finančních darů a jejím zájmům se do Petrohradu dostal mystik Grigorij Rasputin, který později významně ovlivnil život carské rodiny na počátku 20. století. Milica často o Rasputinovi psala carevně Alexandře Fjodorovně, se kterou udržovala velmi dobré vztahy. Nakonec Rasputina carevně i carovi osobně představila. Postupem času však začala Milica pochybovat o Rasputinové roli kazatele a jeho věrohodnosti a nakonec v roce 1909 carevnu varovala před jeho kacířskými názory a výhrůžkami a dala jí také knihy, které měly tento názor podpořit. Rasputin si ale důvěru cara i carevny definitivně získal záchranou života jejich syna, careviče Alexeje. O několik týdnů později se Milica s manželem sešli s carským párem při soukromé večeři, avšak Alexandra se k ní chovala chladně. "Od té doby byl blízký vztah carevny k mým rodičům navždy zlomen", jak později ve svých pamětích napsal Milicin syn Roman.

### Exil

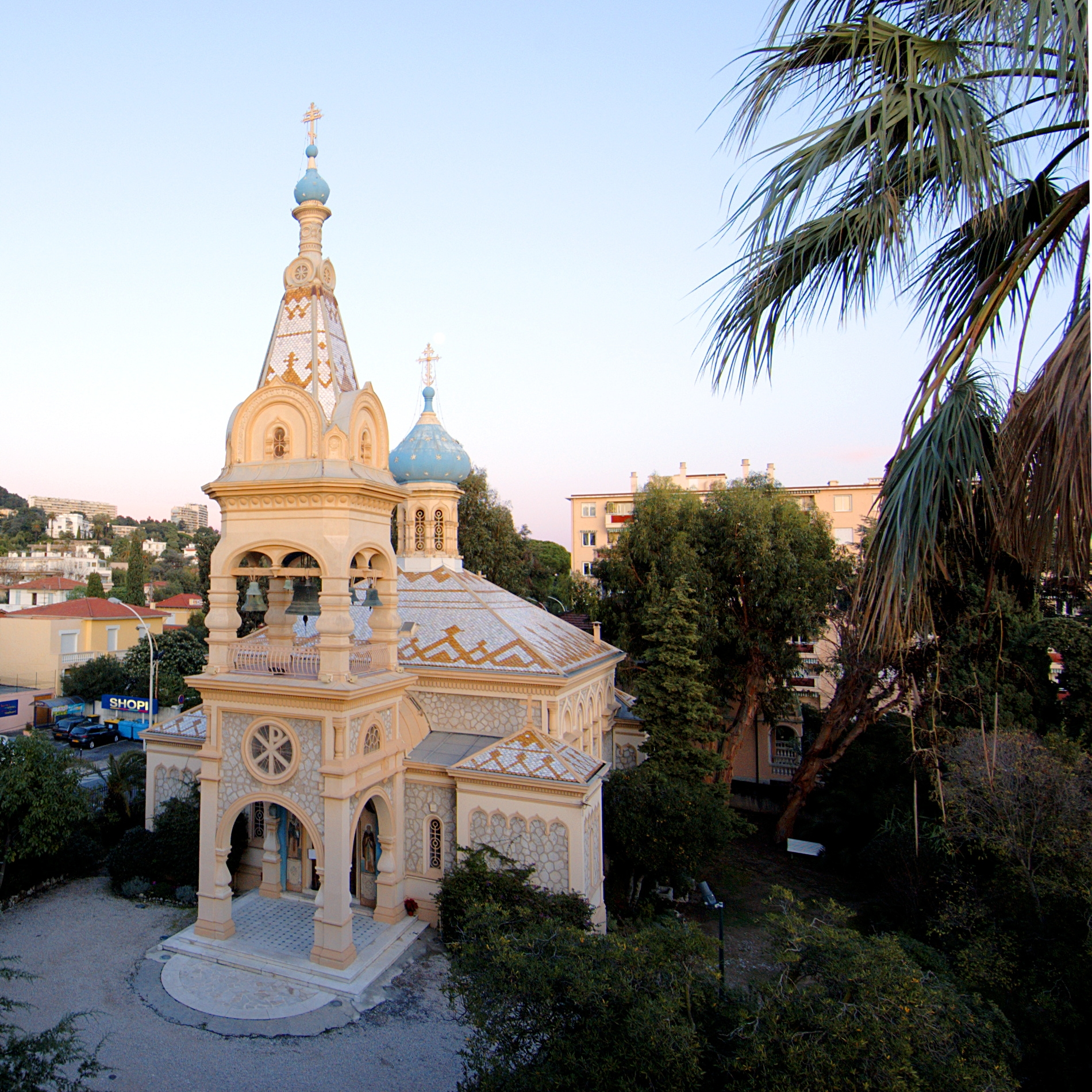
Chrám archanděla Michaela v Cannes

V roce 1919, krátce před invazí Rudé armády, byla Milica s manželem, dětmi a mnoha dalšími členy carské rodiny nuceni odejít do exilu. Na palubě britské válečné lodi HMS Marlborough se dostali do Francie, kde 17. ledna 1931 v Cap d'Antibes zemřel Milicin manžel Petr, což ji velice poznamenalo. Necelý rok po jeho smrti se ovdovělá velkokněžna přestěhovala se svým synem Romanem a jeho rodinou do Itálie, kde pobývala u dvora krále Viktora Emanuela III. a jeho ženy, královny Eleny, Miliciny sestry.
Po několikaletém pobytu u své sestry Milica odešla do Egypta, kde 5. září 1951 zemřela. Spočívá po boku svého manžela v hrobce pravoslavného chrámu sv. archanděla Michaela v Cannes na jihu Francie.